# 日下部町
日下部町（くさかべちょう）は山梨県東山梨郡にあった町。現在の山梨市中心部の北半、笛吹川右岸、山梨市役所周辺および中央本線東山梨駅の北側一帯にあたる。本項では町制前の名称である日下部村（くさかべむら）についても述べる。

## 地理
- 河川：笛吹川

## 歴史
- 1875年（明治8年）2月 - 山梨郡下井尻村・七日市場村・小原東分村・小原西分村が合併して日下部村となる。
- 1878年（明治11年）7月22日 - 郡区町村編制法の施行により、日下部村が東山梨郡の所属となる。
- 1889年（明治22年）7月1日 - 町村制の施行により、日下部村が単独で自治体を形成。
- 1932年（昭和7年）12月1日 - 日下部村が町制施行して日下部町となる。
- 1954年（昭和29年）7月1日 - 加納岩町・山梨村・八幡村・岩手村・後屋敷村・日川村と合併して山梨市が発足。同日日下部町廃止。

## 交通

### 鉄道路線
現在は旧村域に中央本線の東山梨駅が所在するが、当時は未開業。本町の名を称した日下部駅（現・山梨市駅）は加納岩町に所在した。